# Tâm bệnh học
Tâm bệnh học là một ngành nghiên cứu về các bệnh tâm trí, những khổ đau tinh thần và các hành vi bất thường/thích ứng sai. Thuật ngữ này thường được dùng trong ngành tâm thần học – lĩnh vực mà tâm bệnh học được đề cập tới như các quá trình mang tính bệnh lý. Tâm lý học bất thường (abnormal psychology) cũng là một thuật ngữ thường được sử dụng trong lĩnh vực phi y học của tâm lý học.
Tuy nhiên nội dung trong mục bài này được viết thiên theo hướng Tâm thần học (Psychiatry) của Hoa Kỳ, không mang tính đại diện cho tất cả lĩnh vực này; bởi Tâm thần học tại Hoa Kỳ chịu ảnh hưởng nhiều từ Dược học (thuốc hỗ trợ những khó khăn tâm lý) và Y học, hoặc các liệu pháp tâm lý ngắn hạn (CBT, REBT), trong khi các phân nhánh lâm sàng của Phân tâm học lại là hướng phát triển chính của Tâm bệnh học khu vực châu Âu từ đầu TK 20 tới nay. Bạn đọc chú ý.

## Đại cương
Có nhiều chuyên ngành khác nhau trong nghiên cứu về các bệnh lý hay khổ đau tinh thần. Đáng chú ý nhất là các nhà tâm thần học và tâm lý học lâm sàng, họ đặc biệt quan tâm tới lĩnh vực này, có thể là trong trị liệu lâm sàng các bệnh tâm thần hoặc nghiên cứu nguồn gốc, sự phát triển và những biểu hiện ra các trạng thái; hay thường là quan tâm tới cả hai mảng. Ví dụ như một nhà thần kinh học có thể tập trung vào những biến đổi của não bộ có liên quan tới các bệnh tâm thần. Bởi thế nên một số người được xem như một nhà tâm lý – tâm bệnh học và họ có thể là một chuyên gia trong số những người đặc biệt quan tâm nghiên cứu trong lĩnh vực này.
Các nhà tâm thần học đặc biệt quan tâm tới việc mô tả tâm bệnh học, chủ yếu hướng tới mô tả các triệu chứng và hội chứng bệnh tâm thần. Đây là hai cơ sở để chẩn đoán các cá thể bệnh nhân (để xem trải nghiệm của bệnh nhân có trùng khớp với các tiêu chí đã định sẵn không) hoặc để xây dựng nên các hệ chẩn đoán (như sổ tay chẩn đoán DSM chẳng hạn: Diagnostic and Statistical Manual of Mental Disorder) nhằm xác định chính xác các dấu hiệu và triệu chứng có thể làm thành một chẩn đoán. Việc này cũng nhằm nhóm các hành vi và trải nghiệm vào các tiêu chí chẩn đoán đặc thù (ví dụ như: trầm uất, nhiễu tâm hoang tưởng, tâm thần phân liệt…).
Trước khi chẩn đoán một rối loạn tâm lý, nhà thực hành lâm sàng phải nghiên cứu về các chủ đề hay các điều dị thường trong các rối loạn tâm lý. Một số vấn đề lớn như: sự sai lạc/hành vi lệch chuẩn (Deviance), đau khổ (Distress), lệch lạc/suy giảm chức năng (Dysfunction) hoặc tình trạng nguy cơ (Danger). Những chủ đề này được xem như bốn loại rối nhiễu (4 D) mang tính bất thường.